# Вила Боца (Терамо)
Вила Боца (итал. Villa Bozza) је насеље у Италији у округу Терамо, региону Абруцо.
Према процени из 2011. у насељу је живело 224 становника. Насеље се налази на надморској висини од 273 м.